# Finby, Tusby
Finby (finska: Lahela) är ett kommunområde i Tusby i det finländska landskapet Nyland. I slutet av 2014 fanns det 5 166 invånare i Finnby. Området gränsar till Klemetskog, Riihikallio, Skavaböle, Nackskog och Vaunukangas. Det finns två matbutiker i Finnby men området har inga egna skolorIbland har orten på svenska också stavats Finnby. , 
Finlands första bostadsmässa ordnades i Finnby år 1970.